# Communicator (schip, 1954)

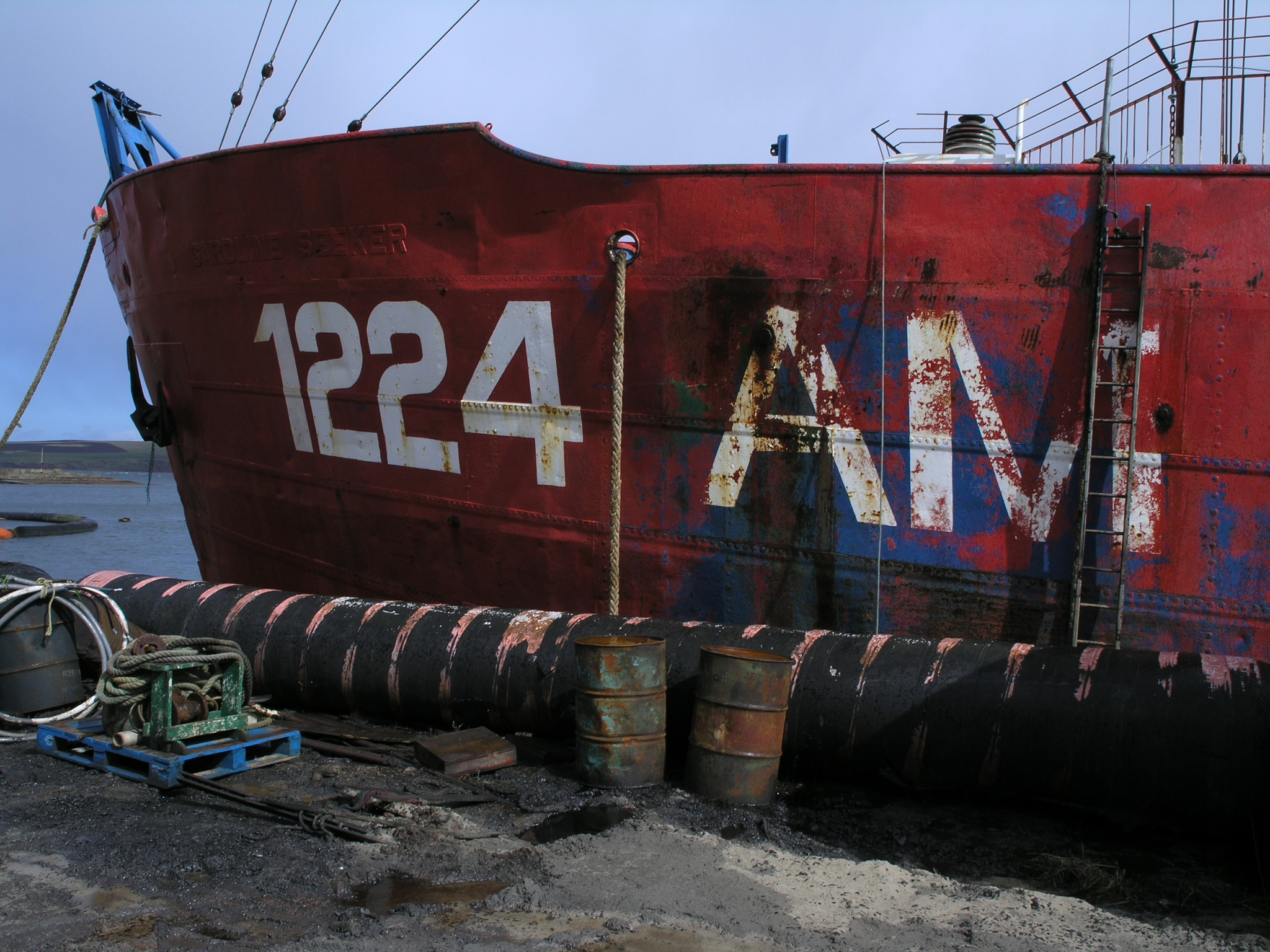

Communicator was het zendschip van Laser 558, een zeezender die in Amerikaanse handen was. Gebouwd in 1954 door Abeking & Rasmussen in Lemwerder/Bremen (West-Duitsland) voor Det Stavangerske Dampskipsselskap (DSD) in Stavanger (Noorwegen) als vrachtschip. Het heeft IMO nummer 5351923.
Het station heeft uitgezonden van 1983 tot 1985 en een korte tijd in 1987. De oorspronkelijke naam van het schip was Gardline Seeker en het had Lowestoft als thuishaven. Nadat de Amerikaanse organisatie van Laser 558 de Gardline Seeker had gekocht bij een scheepshandelaar in Engeland, vertrok het schip naar de Verenigde Staten, alwaar het schip in de haven van New York werd omgebouwd tot zendschip.
Nadat Laser haar uitzendingen had gestaakt, heeft het schip nog enkele jaren in een Portugese haven gelegen en stond het schip op de nominatie om gesloopt te worden. Juist op dat moment (1992) verkreeg Holland FM een middengolffrequentie. Omdat er in de Trintelhaven nog geen opstelplaats voor de verkregen frequentie voorhanden was, en men zo snel mogelijk wilde beginnen met uitzenden, besloot men de Communicator te kopen en in te richten als zendlocatie.

## Holland FM - Veronica
Nadat in 1994 bekend werd dat de Veronica Omroep Organisatie (VOO) per 1 september 1995 het publieke omroepbestel ging verlaten, werd Holland FM opgekocht door de VOO. Het station werd tijdelijk omgedoopt in "Hitradio Holland FM", en ging per 1 september 1995 verder onder de naam Hitradio Veronica. Door de overname van Holland FM beschikte Veronica niet alleen over de mogelijkheid om Hitradio Veronica in de lucht te krijgen, maar men beschikte ook meteen over een etherfrequentie. De Communicator werd officieel eigendom van Veronica.

## Nieuwe zeezender
Nadat Veronica haar middengolf frequentie was kwijtgeraakt, en er inmiddels in de Trintelhaven een vaste zendlocatie was gebouwd werd het gebruik van het schip op die plek overbodig. Na enkele omzwervingen viel het schip ten slotte ten prooi aan vandalen die het toegangshek naar het schip vernielden en aan boord grote vernielingen aanrichten. Door deze vernielingen kwam het schip o.a. ook scheef te liggen. Ten slotte werd het schip in 2003 verkocht aan een Engelse firma die het schip wederom wilde gaan gebruiken als zendschip. Na kort in gebruik te zijn geweest als thuishaven voor een lokaal radiostation in het Schotse St Margaret's Hope werd het schip voor 1000 pond verkocht aan een plaatselijke reder die het schip wilde slopen. De sloop zou eind 2007 zijn afgerond.

## DTI
De oorspronkelijke rederij, Gardline, die de eerste eigenaar van de Communicator was, had destijds nog een tweede geheel identiek schip in de vaart onder de naam Gardline Tracker. Het Britse Department Of Trade And Industry (DTI), dat in 1985 middels het schip Dioptric Surveyor startte met het bespioneren van de zendschepen van Radio Caroline/Monique en Laser 558, had van de rederij Gardline de Gardline Tracker gehuurd toen de Dioptric Surveyor terug naar de haven moest voor onderhoud.